# Ekran magnetyczny

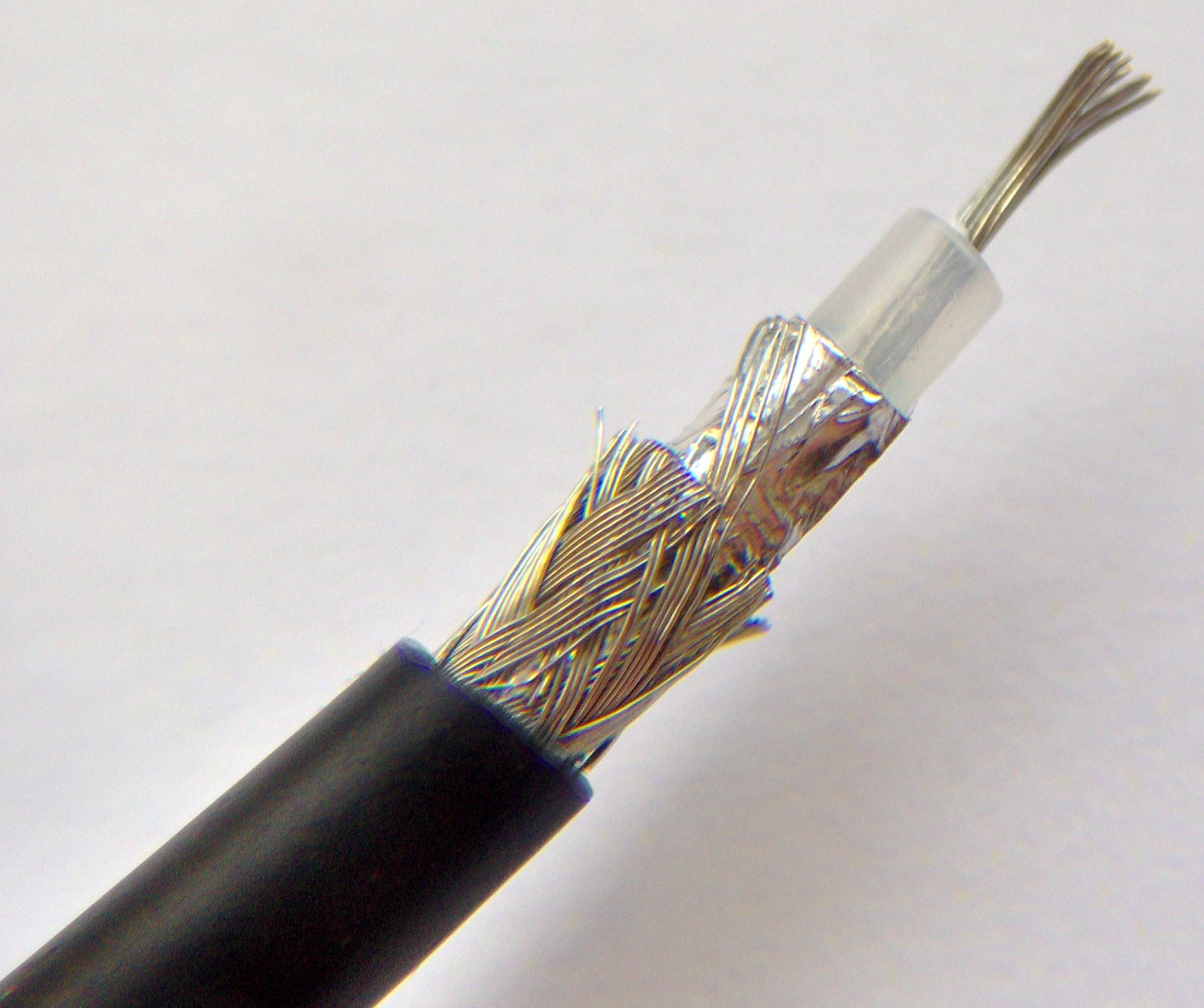
Ekran kabla koncentrycznego

Ekran magnetyczny – przegroda, osłona wykonana z ciała ferromagnetycznego, o jak największej przenikalności magnetycznej, której zadaniem jest ochrona pewnych obszarów przed zewnętrznym polem magnetycznym. W idealnym przypadku ekran powinien stanowić ciągłą drogę dla całego strumienia magnetycznego.
Ekrany magnetyczne służą do ochrony określonych urządzeń, na przykład układów pomiarowych, przed wpływem obcych pól magnetycznych. Ekranowanie magnetyczne jest stosowane w sprzęcie audio, aby pole magnetyczne nie oddziaływało na stojące w pobliżu inne urządzenia audio. Bardzo często stosowane jest też w wysokiej klasy wzmacniaczach elektroakustycznych do wyizolowania transformatora zasilającego. Najczęściej jednak stosowane są ekrany elektromagnetyczne. 
Ekrany magnetyczne wykorzystywane mogą być również w ochronie przeciwprzepięciowej. 